# NK Hrvatski Dragovoljac Zagreb
NK Hrvatski Dragovoljac Zagreb is een Kroatische voetbalclub uit Novi Zagreb, een stadsdeel van de hoofdstad Zagreb. De club werd in 1975 opgericht als NK Trnsko 75 en veranderde één jaar later de naam in ONK Novi Zagreb en in 1990 in NK Novi Zagreb.

## Geschiedenis
Toen de Kroatische Onafhankelijkheidsoorlog begon in 1991 boden vele clubleden zich aan om mee te vechten. Om hen te eren die sneuvelden in de strijd werd de club in 1994, toen de activiteiten hervat werden, omgedoopt in Hrvatski Dragovoljac (Kroatische vrijwilliger). Ze namen ook een nieuwe logo aan en zwart werd de nieuwe clubkleur, als rouwsymbool.
De club promoveerde in 1995 voor het eerst naar de hoogste klasse en werd in 1997 derde waardoor de club aan de Intertoto mocht deelnamen, een feit waar de club drie jaar op rij in slaagde met nog een vierde en zesde plaats in de competitie. Nadat de competitie van 16 naar 12 clubs herleid werd in 2002 degradeerde de club en kon lange tijd niet terugpromoveren. In 2008 stond de club op de voorlaatste speeldag nog aan de leiding, maar verloor dan van Croatia Sesvete die met de titel aan de haal ging. Hrvatski speelde nog de play-off tegen eersteklasser Inter Zaprešić, maar verloor. Pas in 2010 promoveerde de club weer voor één seizoen. In 2013 dwong de club een nieuwe promotie af. Vanaf 2014/15 tot 2020/21 speelde NK Hrvatski Dragovoljac weer in de 2. Hrvatska Nogometna Liga. In het laatste jaar wist de ploeg promotie af te dwingen naar het hoogste niveau. Na één seizoen was het sprookje al voorbij, ook het daaropvolgende seizoen op het tweede niveau verliep niet goed voor de club; voor de tweede maal directe degradatie. Door deze negatieve spiraal komt de club in het seizoen 2023/24 uit op het derde niveau.

## Erelijst
2. HNL
Kampioen: 1994/95, 2012/13, 2020/21

## Eindklasseringen vanaf 1995
| Seizoen | Competitie  | Niveau | Eindstand | Beker        | Opmerking                                   |
| ------- | ----------- | ------ | --------- | ------------ | ------------------------------------------- |
| 1994/95 | 2. HNL-West | II     | 1         | --           |                                             |
| 1995/96 | 1. HNL      | I      | 5         | 1e ronde     |                                             |
| 1996/97 | 1. HNL-A    | I      | 3         | halve finale |                                             |
| 1997/98 | 1. HNL      | I      | 4         | --           |                                             |
| 1998/99 | 1. HNL      | I      | 5         | 2e ronde     |                                             |
| 1999/00 | 1. HNL      | I      | 10        | 2e ronde     |                                             |
| 2000/01 | 1. HNL      | I      | 11        | kwartfinale  |                                             |
| 2001/02 | 1. HNL      | I      | 13        | 2e ronde     |                                             |
| 2002/03 | 2. HNL-Zuid | II     | 6         | 1e ronde     |                                             |
| 2003/04 | 2. HNL-Zuid | II     | 8         | 1e ronde     |                                             |
| 2004/05 | 2. HNL-Zuid | II     | 2         | 1e ronde     | Liga-topscorer: Srđan Lakić (24)            |
| 2005/06 | 2. HNL-Zuid | II     | 8         | 2e ronde     |                                             |
| 2006/07 | 2. HNL      | II     | 4         | 2e ronde     |                                             |
| 2007/08 | 2. HNL      | II     | 2         | --           | pd-wedstrijden > NK Inter Zaprešić: 0-2/0-0 |
| 2008/09 | 2. HNL      | II     | 6         | 2e ronde     | pd-wedstrijden > Croatia Sesvete: 0-0/1-2   |
| 2009/10 | 2. HNL      | II     | 3         | voorronde    |                                             |
| 2010/11 | 1. HNL      | I      | 16        | 1e ronde     |                                             |
| 2011/12 | 2. HNL      | II     | 8         | 1e ronde     |                                             |
| 2012/13 | 2. HNL      | II     | 1         | --           |                                             |
| 2013/14 | 1. HNL      | I      | 10        | --           |                                             |
| 2014/15 | 2. HNL      | II     | 10        | --           |                                             |
| 2015/16 | 2. HNL      | II     | 10        | --           |                                             |
| 2016/17 | 2. HNL      | II     | 10        | --           |                                             |
| 2017/18 | 2. HNL      | II     | 11        | --           |                                             |
| 2018/19 | 2. HNL      | II     | 12        | --           |                                             |
| 2019/20 | 2. HNL      | II     | 9         | --           |                                             |
| 2020/21 | 2. HNL      | II     | 1         | --           |                                             |
| 2021/22 | 1. HNL      | I      | 10        | --           |                                             |
| 2022/23 | 1. HNL      | II     | 12        | --           |                                             |

## NK Hrvatski Dragovoljac in Europa
Uitslagen vanuit gezichtspunt NK Hrvatski Dragovoljac
| Seizoen                                                    | Competitie    | Ronde        | Land                   | Club         | Totaalscore | 1e W    | 2e W    | PUC |
| ---------------------------------------------------------- | ------------- | ------------ | ---------------------- | ------------ | ----------- | ------- | ------- | --- |
| 1997                                                       | Intertoto Cup | Groep 2 (4e) | Vlag van Frankrijk     | SC Bastia    | 0-1         | 0-1 (T) |         | 0.0 |
|                                                            |               | Groep 2 (4e) | Vlag van Denemarken    | Silkeborg IF | 0-5         | 0-5 (U) |         | 0.0 |
|                                                            |               | Groep 2 (4e) | Vlag van Wales         | Ebbw Vale FC | 4-0         | 4-0 (T) |         | 0.0 |
|                                                            |               | Groep 2 (4e) | Vlag van Oostenrijk    | Grazer AK    | 3-1         | 3-1 (U) |         | 0.0 |
| 1998                                                       | Intertoto     | 1R           | Vlag van Denemarken    | Lyngby BK    | 2-4         | 1-4 (T) | 1-0 (U) | 0.0 |
| 1999                                                       | Intertoto     | 1R           | Vlag van Noord-Ierland | Newry Town   | 1-2         | 1-0 (T) | 0-2 (U) | 0.0 |
| Totaal aantal behaalde punten voor UEFA coëfficiënten: 0.0 |               |              |                        |              |             |         |         |     |

## Bekende (ex-)spelers
- Mario Bazina
- Marcelo Brozović
- Gordan Bunoza
- Tomislav Dujmović
- Branko Hucika
- Srđan Lakić
- Željko Pavlović
- Robert Prosinečki
- Dario Smoje
- Boris Živković